# 名探偵コナン 紺青の拳
『名探偵コナン 紺青の拳』（めいたんていコナン こんじょうのフィスト）は、2019年4月12日公開のアニメ映画で、劇場版『名探偵コナン』シリーズの23作目にあたる。本作は平成最後の名探偵コナンの映画となる。興行収入は93億7,000万円となり、7作連続でシリーズ最高興収を更新した。
キャッチコピーは「Never let you go... "もう決して、あなたを離しません──"」「真実VS奇術VS蹴撃 雌雄を決する三位一体（トリニティ）バトルミステリー」。

## 概要
第19作『業火の向日葵』以来、4作ぶりに怪盗キッドが登場し、すでに彼と対決した経験を持つ京極真が、初めて劇場版のメインキャラクターに据えられた作品である。このため、公開間近の2019年3月30日と翌週の4月6日には本放送枠で同エピソードが再放送された。
サブタイトル「紺青の拳（フィスト）」は「キッドが狙う宝石の名前」のため、第3作『世紀末の魔術師』、第14作『11人目のストライカー』のように、登場人物の台詞ではなく固有名詞がそれになった。
鈴木園子は第11作『紺碧の棺』以来、実に12年ぶりにメインキャラクターに据えられている。園子と京極の恋愛描写も本作の物語の軸の一つとなっており、普段から京極が左眉横に貼っている絆創膏の秘密が本作で明かされることとなる。
キッドと同様に、中森警部も4年ぶりの登場となるが、本作での出番はエピローグのみとなっており、本作以降は2018年8月13日に死去した石塚運昇の後任として石井康嗣が担当する。また、中森以外の日本の警察関係者のレギュラーは登場していない。本作の事件に直接関わるレギュラーキャラクターは6名（コナン、キッド、園子、京極、蘭、小五郎）のみであり、今までは必ず何らかの形で事件に関わっていた少年探偵団も灰原哀以外は全く関わっていない。
本作から劇場版でも新一と毛利蘭は恋人同士になっており、本作は「紅の修学旅行」より後に起きた出来事であることが本編中でも言及されている。
本作はシリーズ初の、海外を舞台とした作品である（19世紀のロンドンを題材としたゲームが舞台となる第6作『ベイカー街の亡霊』を除く）。ポスターイラストの背景にはシンガポールのマリーナベイ・サンズが描かれている。
オープニング映像は第20作『純黒の悪夢』以降の演出を踏襲しており、本作ではキッドのアイテムであるトランプがあしらわれたデザインとなっており、クレジットは英語（アルファベット）表記から日本語表記に移行する形で表示されている。解説されるのは新一がコナンになった経緯と本作のメインとなるキッド、京極、園子の紹介であり、阿笠博士のアイテムや灰原の紹介は省略されている。キャストクレジットについては京極役の檜山修之が追加され、園子役の松井菜桜子が『純黒の悪夢』以来にクレジットされている。
2019年4月13日に放送されたテレビアニメ第936話「フードコートの陰謀」は本作のスピンオフに位置づけられており、本エピソードの中でも映画の本編と同様コナンは急用で北海道に行っていることになっていた。
脚本は推理作家の大倉崇裕が手がけており、前々作『から紅の恋歌』以来2作目の執筆となる。劇場版の監督として初めて女性が起用された。
公開後の2020年3月3日、シリーズ開始当初から音響効果を担当してきた横山正和が逝去。本作が遺作となった。
本作のガイドブックとなる「名探偵コナン シネマガジン2019」が2019年4月10日に発売され、小説版は小学館ジュニア文庫から2019年4月12日に発売された。
エピローグ後の次回作予告では、夜景越しの満月と銃の照準が映し出され「届け、遥か彼方へ」という赤井秀一役の池田秀一の声が流れた後、次回作の製作および2020年GW中の公開が決定した旨の字幕による予告映像が流れ、のちに次回作は、名古屋を舞台に赤井家がメインとなる『緋色の弾丸』であることが明らかになった。

## ストーリー
シンガポールのマリーナベイ・サンズにあるラウンジバーで、実業家で犯罪行動心理学者のレオン・ローと弁護士のシェリリン・タンが面会した直後、シェリリンが何者かに刺殺される。警察が殺害現場に到着すると、そこには「血まみれになった怪盗キッドのカード」が残されており、その直後にマーライオンの口から赤い水が吐き出される。
日本では、京極真が出場する空手大会を観戦するため、江戸川コナンはシンガポールへ行きたがっていた。戸籍を持たないコナンは工藤新一の姿に戻って出国しようと目論むが、灰原に解毒剤の提供を拒否されてしまう。その帰り道、コナンは何者かに眠らされ、目を覚ますとシンガポールにいた。
同じ頃、空手トーナメントに出場する京極を応援するため、毛利蘭・鈴木園子・毛利小五郎が工藤新一と共にシンガポールに入国していた。この新一はキッドの変装であり、X線を通さないスーツケースにコナンを隠して不法入国させていたのであった。シンガポール人に見えるよう変装を施されていたコナンは、「アーサー・ヒライ」の偽名で蘭たちと行動を共にする。
シンガポール警察のリシ・ラマナサンから協力を要請された一行はレオン邸へ招かれ、海底から引き上げられたブルーサファイア「紺青の拳（こんじょうのフィスト）」がキッドに狙われていることを知らされる。その夜、キッドはレオン邸へ侵入するが、レオンの罠にかけられ命辛々逃走する。そこへレオンに呼ばれていた京極が現れ、キッドは再び窮地に陥るも、コナンの陰からの援護でレオン邸からの脱走に成功する。同じ頃、ホテルのバーで飲んでいた小五郎の元にレオンの秘書のレイチェル・チェオングが現れる。
大会初日、キッドはレイチェルに変装して金庫に侵入するが、そこにはレイチェルの死体があり、キッドはレイチェル殺害の容疑者にされてしまう。その日の夕方、京極と園子は暴漢に襲われ、警察を呼びに行こうとした園子は車に轢かれてしまう。園子の命に別状はなく病院で入院することになったが、園子を守り切れなかった京極の元にレオンが現れ、京極にミサンガを与え、ミサンガが切れるまでは拳を振るわないように誘導する。
翌日決勝を迎えた京極だが、園子を守り切れなかった自分は修行が足りないとして棄権してしまい、その理由を園子に話せない京極は、園子との間に軋轢を生んでしまう。さらにレオンと手を組んだ海賊達がタンカーに乗って上陸し、シンガポールは大混乱に陥る。その頃、マリーナベイサンズの屋上から混乱を見つめていたレオンのもとに、リシが現れる。リシはレオンに銃を向けるが、現れたコナンとキッドに拘束される。事件の黒幕だと見抜かれたリシは、コナン達に真相を明かす。
マリーナベイサンズに現れた海賊達は、リシの入れ知恵で鈴木財閥令嬢である園子を狙う。異変を察した京極は部屋に残っていた園子を救出し、海賊達に応戦するが、レオンのミサンガが目について本来の力を出せずにいた。しかし、キッドがトランプ銃でミサンガを切断すると京極は本来の力を取り戻す。そこに京極との対戦を望んでいたジャマルッディンが立ちはだかり、京極は1対1の死闘を制する。同時に、海賊の砲撃を受けたマリーナベイサンズ屋上のスカイパークが落下して海へ着水し、発生した大量の水飛沫でシンガポール市街の火災は鎮火された。キッドは目当ての宝石ではなかったため、レオンに「紺青の拳」を渡して去っていく。園子は京極の額の絆創膏の裏に2人の写真が貼られていることを知り、京極との愛を深める。
事件後、京極は再びアメリカへ武者修行に旅立つ。東京国際空港に到着した蘭は、一緒にいた新一がキッドの変装であることに既に気付いており、空港に中森警部達を呼び寄せていた。その騒動に乗じてコナンはキッドのスーツケースから脱出し、空港に来ていた阿笠や灰原と共に蘭達を迎えに来たかのように装う。

## 登場人物

### レギュラーキャラクター

#### メインキャラクター
ここでは物語の舞台となるシンガポールに赴き事件に直接関わるレギュラーキャラクターを「メインキャラクター」として扱う。概要の項で述べた通り、該当する人物は以下の6名のみである。
江戸川 コナン（えどがわ コナン）
声 - 高山みなみ
本作の主人公。本来の姿は「東の高校生探偵」として名を馳せている工藤新一だが、黒ずくめの組織に飲まされた毒薬・APTX4869の副作用で小学生の姿になっている。
ロンドンへ渡航した『ホームズの黙示録』の時に蘭に想いを告白し、その後に『紅の修学旅行』で告白への返答を貰い、蘭と恋人として正式に交際を始めた。
『ホームズの黙示録』の時と同様、APTX4869の解毒剤を使って新一としてシンガポールへ渡航するつもりだったが、灰原から解毒剤を貰えず留守番を覚悟。その帰り道に蘭に変装したキッドに拉致され、シンガポールに密入国する羽目になる。現地ではキッドの特殊メイクで肌を浅黒に染められ、現地在住の日系シンガポール人「アーサー・ヒライ」を名乗り蘭たちに同行する。偽名の由来はアーサー・コナン・ドイルと平井太郎（江戸川乱歩の本名）から。日本にいる少年探偵団には、急用で北海道に行っていることにしていた。
毛利 蘭（もうり らん）
声 - 山崎和佳奈
本作のヒロイン。新一の幼馴染かつ彼女。関東大会で優勝するほどの空手の達人で、本作でも中国武術を使う外国人を簡単に蹴散らし称賛された。
シンガポールへで京極が出場している空手トーナメントを観戦し、参加選手の実力を的確に見抜いていた。また、今作の新一がキッドの変装であることも小五郎の呼び方の違和感から見抜いている。
毛利 小五郎（もうり こごろう）
声 - 小山力也
「眠りの小五郎」の異名で有名な私立探偵。蘭の父親でコナンの保護者。元警視庁捜査一課強行犯係の刑事。
蘭と園子の保護者としてシンガポールに同行する。バーやプールラウンジで泥酔し気楽に現地を満喫する一方、海賊を得意の一本背負いで倒す実力を発揮している。また、キッドが変装した新一に「おっちゃん」と呼ばれたことに違和感を覚えたことが、「本作の新一 = キッドの変装」であることに蘭が気付くきっかけとなった。
怪盗キッド / 黒羽 快斗（かいとうキッド / くろば かいと）
声 - 山口勝平
本作のキーパーソン。サイズの大きな宝石「ビッグジュエル」を専門に狙う神出鬼没の大怪盗。世間では「月下の奇術師」「平成のアルセーヌ・ルパン」と称されている。正体は高校生の黒羽快斗。コナンのライバルで、その正体を新一と知る数少ない人物の1人。
シンガポールの殺人現場に自身の予告カードが残されていたことを知り、濡れ衣を晴らしてブルーサファイア「紺青の拳」を盗むべくシンガポールに入国する。自身と容姿が瓜二つの工藤新一に変装し、さらに真犯人探しと緊急時のための保険として、コナンも荷物に隠して連れ込んだ。現地では怪しまれないよう振舞うが、新一と蘭が恋人として交際を始めていたことは知らず、プールで蘭に密着された際には心中で慌てていた。
鈴木 園子（すずき そのこ）
声 - 松井菜桜子
本作のヒロインにしてキーパーソン。京極真の恋人。蘭の同級生で親友。鈴木財閥の令嬢で、蘭や新一とは幼馴染でもある。
空手トーナメントに参加する京極を応援するためシンガポールへ行くが、事件の渦中に巻き込まれていく。
京極 真（きょうごく まこと）
声 - 檜山修之
本作のキーパーソン。園子の彼氏。「蹴撃の貴公子」の異名を持つ杯戸高校空手部主将で、現在は武者修行として世界中を旅している。
シンガポールで行われる空手トーナメントに出場するが、その優勝賞品である「紺青の拳」を怪盗キッドが狙っていることを知り、園子が「キッド様」と呼んで心酔している彼を捕らえるべく闘志を燃やす。本作ではレオンのボディーガードであるジャマルッディンと激闘を繰り広げる。

#### その他のレギュラーキャラクター
灰原 哀（はいばら あい）
声 - 林原めぐみ
元黒の組織の一員かつAPTX4869の開発者で、コナンの正体を新一と知る数少ない人物の1人。
『紅の修学旅行』の時の苦労を引き合いに出してコナンへの解毒剤提供を拒否したが、結局シンガポールに渡航して事件に巻き込まれたコナンの連絡を受け、日本から情報収集でバックアップする。
阿笠 博士（あがさ ひろし）
声 - 緒方賢一
コナンの正体を新一と知る数少ない人物の1人で、発明家。
灰原と同じく日本に残っているため、ストーリーには直接関わっておらず、出番はプロローグとエピローグの2シーンのみ。恒例のダジャレクイズはプロローグでコナンと灰原に出題している。
吉田 歩美（よしだ あゆみ）、小嶋 元太（こじま げんた）、円谷 光彦（つぶらや みつひこ）
声 - 岩居由希子（歩美）、高木渉（元太）、大谷育江（光彦）
少年探偵団の3人。
シンガポールに同行していないため、ストーリーには全く関わっておらず、コナンからは急用で北海道に行ったと聞かされている。出番は灰原がコナンから電話を受けた際に阿笠邸で遊んでいた1シーンとエピローグのみ。なお、この3人は本作のスピンオフであるテレビアニメ第936話「フードコートの陰謀」で犯罪者3人組の逮捕に寄与した。
工藤 新一（くどう しんいち）
声 - 山口勝平
コナンの本来の姿で高校生探偵。
本作の新一は、終盤のコナンのモノローグを除いて全てキッドの変装である。
中森 銀三（なかもり ぎんぞう）
声 - 石井康嗣
警視庁捜査二課知能犯捜査係の警部。
エピローグにて、帰りの空港内でキッドを捕まえるため張り込んでいた。

### オリジナルキャラクター
レオン・ロー (Leon Lowe)
声 - 山崎育三郎
本作のキーパーソン。「シンガポールの名探偵」と呼ばれる著名な犯罪行動心理学者。43歳。
警察時代は多くの犯罪者を逮捕した経験を持つが、2年前に警察を退職し、現在は実業家として警備会社を経営している。自宅である豪邸の地下には、最新システムが搭載された金庫室が設置されている。
心理学者という職業柄、相手の心を読み取ることが得意で、京極を誘惑じみた発言で洗脳させようとする悪知恵の持ち主。ある目的のためにブルーサファイア「紺青の拳」を狙っており、コナンとキッドの前に立ちはだかる。
演じる山崎は、英語のセリフも1人で演じている。
レイチェル・チェオング (Rachel Cheongu)
声 - 河北麻友子
レオンの女性秘書。28歳。
レオンとは警察時代からの付き合いであり、優秀かつ忠実であることから彼による信頼は厚い。
演じる河北は、レオン役の山崎と同様に英語のセリフも1人で演じている（河北の両親は在米日本人で、彼女自身も11歳までアメリカに住んでいた）。
ヘッズリ・ジャマルッディン (Hezli Jamaluddin)
声 - ライアン・ドリース
レオンのボディーガードで警備主任。25歳。
空手家でもあり、シンガポール内では最強の実力者。空手トーナメントでの優勝候補として京極との対戦を望んでいるが、「紺青の拳」が嵌め込まれたチャンピオンベルトを狙うレオンの策略で決勝戦直前に棄権されたことから、怒りを露わにする。
ジョンハン・チェン (Zhonhan Chen)
声 - ジェフ・マニング
シンガポールの大富豪。70歳。1年前に海底に沈んでいた「紺青の拳」を発見している。
武道好きで、「紺青の拳」を埋め込んだチャンピオンベルトを優勝賞品とした空手トーナメントを開催する。夫婦揃って眠りの小五郎のファンでもある。過去にある人物と揉めた経緯がある。
シェリリン・タン (Sherilyn Tan)
声 - 浅川悠
女性弁護士。40歳。日本語には堪能。
京極のスポンサーとなり、彼を空手トーナメントに招待したが、何者かに殺害されたことにより、京極は大会に出場できなくなってしまう。過去にレオンの警備会社の顧問弁護士をしていた時期がある。
出番とセリフは少ないながらも、担当声優の浅川は英語のセリフも演じている。
中富 禮次郎（なかとみ れいじろう）
声 - 高橋広樹
日本の海運会社「中富海運」の社長。39歳。
「日本の海運王」と呼ばれていた父・中富十三の後を継いで社長になったが、父の名前を出されることは好まない。仕事についてはやり手と評判であるが、議員への賄賂や暴力団との関係などの黒い噂が絶えない上、多数の取り巻きと共に周囲の人々を威圧しながら町を歩くなど素行が悪い。しかし、その本質は小心者であり、園子をナンパしようとして京極に一蹴されると取り巻きと共に逃げるように退散した。レオンとは面識があり、過去にも何度かシンガポールを訪れている。
名前の由来は映画『ダイ・ハード』のナカトミコーポレーションから。
マーク・アイダン (Mark Aidan)
声 - チャールズ・グラバー
シンガポール警察の警部補。38歳。
事件捜査のため、リシに協力を依頼する。すでに警察を退職しているレオンが事件に関わることを快く思っていないようで、事件に関わらないように言ってほしいとリシに頼んでいた。
ユージーン・リム (Eugene Lim)
声 - カート・コモン
東アジアで活動する海賊の頭首にして「紺青の拳」を狙う者の1人。
レオンと密会した後にある計画を聞いて多数の部下を引き連れ、暗躍する。
林 修（はやし おさむ）
声 - 林修
空手トーナメントのニュースレポートでコメントを行うレポーター。
リシ・ラマナサン (Rishi Ramanathan)
声 - 梶裕貴 / ドミニク・アレン（英語）
アイダンの依頼で捜査する予備警察官。小五郎に捜査協力する。
リシ・ラマナサンの父
声 - 間宮康弘
日本出身の海洋学者にしてリシの亡き父。
正義感が強く、溺れていた男性を助けようとした際、クルーザーに跳ねられて命を落とす。
ボーイ
声 - 清水秀光
警備員
声 - 水内清光
警官
声 - ボルケーノ太田
アナウンサー
声 - クリステル・チアリ、小林亜美
エレベーター音声
声 - 森永千才
海賊
声 - デレピアネ・ミゲル
ユージーンの手下の海賊一味。中富海運のタンカーをシージャックする。
現地のチンピラ
園子と京極が食堂で食事している最中に因縁を付けてきた3人組の不良グループ。
ナイフや三節棍、中国武術を用いて京極に襲いかかるが、3人とも返り討ちにされる。

## スタッフ
- 原作 - 青山剛昌
- 監督・絵コンテ・演出 - 永岡智佳
- 脚本 - 大倉崇裕
- 製作 - 久保雅一、隅田壮一、今村司、中島一弘、大田圭二、鈴木義治
- 絵コンテ[注 12] - 寺岡巌、金井次朗
- 演出 - 河原龍太、橋本能理子、高橋謙仁、江副仁美、重原克也
- キャラクターデザイン・総作画監督 - 須藤昌朋
- 作画監督 - 野武洋行、高橋成之、清水義治、広中千恵美、岩井伸之
- 作画監督補佐 - 米本奈苗、新谷憲、ふくだのりゆき、吉見京子、本吉晃子、井元愛夕、岡田洋奈、牛ノ濱由惟、八崎健二、大友健一、増永麗、三浦雅子、納武史、山内尚樹、吉田雄一、本橋秀之
- アクション作画監督 - 金井次朗、堀内博之
- レイアウトチェッカー - 中島里恵
- エフェクト作画監督 - 橋本敬史
- デザインワークス - 小川浩
- 美術監修 - 石垣努
- 美術監督・美術ボード - 福島孝喜、佐藤勝
- 美術補佐 - 佐藤択哉
- 3D背景モデリング - 金山託也
- 美術設定 - 寺岡巌
- 色彩設計・色指定・仕上検査 - 中尾総子
- 特殊効果 - 糸川敬子、林好美
- イメージボード - loundraw
- 撮影監督・メインタイトルCGアニメーション - 西山仁
- CG監督 - 松倉大樹、小岩寛満
- Monitor Works - 中小原明典
- グラフィックデザイナー - 志村泰央
- オープニングCG - 髙尾駿
- 音響制作 - AUDIO PLANNING U
- 音響監督 - 浦上靖之、浦上慶子
- ミキサー - 田中章喜
- アシスタントミキサー - 小沼則義
- 音響制作デスク - 太田恵理子
- 音響効果制作 - サウンドエフェクト
- 音響効果 - 横山正和、横山亜紀、山田香織
- 録音スタジオ - APU MEGURO STUDIO
- 音楽 - 大野克夫
- 音楽プロデューサー - 近藤貴郎、片山喜公
- 音楽制作アシスタント - はらかなこ
- 音楽協力 - 読売テレビエンタープライズ、福島毅、大島弘子、佐藤祐大
- 編集 - 岡田輝満
- ストーリーエディター - 飯岡順一
- マーチャンダイズ・ディレクター - 小沼俊、片桐正貴
- フィルムレコーディング - 東京現像所
- 企画プロデュース - 浅井認、諏訪道彦、竹崎忠
- アニメーションプロデューサー - 三浦陽児
- プロデューサー - 近藤秀峰、米倉功人、石山桂一
- エンディングロケ・取材・撮影協力 - Marina Bay Sands、clarke quay、Lau Pa Sat
- 協力 - シンガポール政府観光局、ODEX Private Limited
- 特別協力 - hulu
- アニメーション制作 - TMS / V1 Studio
- 製作 - 「名探偵コナン」製作委員会（小学館、読売テレビ、日本テレビ、ShoPro、東宝、トムス・エンタテインメント）
- 配給 - 東宝

## 音楽

### 主題歌
HIROOMI TOSAKA「BLUE SAPPHIRE」
作詞 - YVES&ADAMS・STAND ALONE / 作曲 - STAND ALONE・Carlos Okabe・Yo-Sea
映画で実際に使用されたバージョンは2019年5月24日に『BLUE SAPPHIRE 〜劇場版「名探偵コナン 紺青の拳」ver.〜』として配信限定でリリースされている。
当楽曲は、映画公開直前のテレビ朝日系列『ミュージックステーション』では披露されなかったが、2020年1月24日に登坂広臣がソロで出演しテレビで初めて披露された。

### サウンドトラック
TVシリーズには2020年10月3日放送の「キッドvs高明 狙われた唇（前編）」から汎用開始。2019年新型コロナウイルスの流行により、制作が滞った期間があるため、公開から1年半過ぎての流用となった。TVシリーズサントラのリアレンジ楽曲はM9『アーサー・ヒライ』だけとなっている、同曲のメロディがオリジナルサントラ2に収録されている『対決のテーマ』のリアレンジ調となっている為、メロディに併せた場合とファンの間では『対決のテーマ（紺青ヴァージョン）』と捉えても問題は無い。

#### 収録曲
| 全作曲: 大野克夫（★付きは宮澤謙編曲）。 |                                                                 |       |                                |      |
| #                                       | タイトル                                                        | 作詞  | 作曲・編曲                     | 時間 |
| 1.                                      | 「プールサイド・バカンス」                                      |       | 大野克夫 （★付きは宮澤謙編曲） | 0:41 |
| 2.                                      | 「Murder in the First」                                         |       | 大野克夫 （★付きは宮澤謙編曲） | 0:33 |
| 3.                                      | 「コナンと灰原」                                                |       | 大野克夫 （★付きは宮澤謙編曲） | 0:24 |
| 4.                                      | 「シンガポールへ」                                              |       | 大野克夫 （★付きは宮澤謙編曲） | 0:36 |
| 5.                                      | 「紺青のクイズ」                                                |       | 大野克夫 （★付きは宮澤謙編曲） | 0:38 |
| 6.                                      | 「★名探偵コナンメインテーマ（紺青の拳ヴァージョン）」           |       | 大野克夫 （★付きは宮澤謙編曲） | 2:00 |
| 7.                                      | 「新一？」                                                      |       | 大野克夫 （★付きは宮澤謙編曲） | 0:51 |
| 8.                                      | 「怪盗キッド 〜紺青の拳ヴァージョン〜」                         |       | 大野克夫 （★付きは宮澤謙編曲） | 1:27 |
| 9.                                      | 「アーサー・ヒライ」                                            |       | 大野克夫 （★付きは宮澤謙編曲） | 0:53 |
| 10.                                     | 「京極登場」                                                    |       | 大野克夫 （★付きは宮澤謙編曲） | 0:29 |
| 11.                                     | 「京極の話」                                                    |       | 大野克夫 （★付きは宮澤謙編曲） | 0:43 |
| 12.                                     | 「園子の本気」                                                  |       | 大野克夫 （★付きは宮澤謙編曲） | 0:31 |
| 13.                                     | 「リシのテーマ」                                                |       | 大野克夫 （★付きは宮澤謙編曲） | 1:17 |
| 14.                                     | 「リシの説明」                                                  |       | 大野克夫 （★付きは宮澤謙編曲） | 1:04 |
| 15.                                     | 「レオン・ロー」                                                |       | 大野克夫 （★付きは宮澤謙編曲） | 1:21 |
| 16.                                     | 「紺青の拳」                                                    |       | 大野克夫 （★付きは宮澤謙編曲） | 1:11 |
| 17.                                     | 「怪盗キッド 〜紺青の拳ヴァージョン〜 2」                       |       | 大野克夫 （★付きは宮澤謙編曲） | 1:04 |
| 18.                                     | 「キッド vs レオン」                                            |       | 大野克夫 （★付きは宮澤謙編曲） | 0:33 |
| 19.                                     | 「キッド vs 京極」                                              |       | 大野克夫 （★付きは宮澤謙編曲） | 0:56 |
| 20.                                     | 「Flying with Wind」                                            |       | 大野克夫 （★付きは宮澤謙編曲） | 1:24 |
| 21.                                     | 「シンガポール・セレナード」                                    |       | 大野克夫 （★付きは宮澤謙編曲） | 0:43 |
| 22.                                     | 「ジョンハン・カップ」                                          |       | 大野克夫 （★付きは宮澤謙編曲） | 0:55 |
| 23.                                     | 「強い貴公子」                                                  |       | 大野克夫 （★付きは宮澤謙編曲） | 0:33 |
| 24.                                     | 「金庫室」                                                      |       | 大野克夫 （★付きは宮澤謙編曲） | 0:39 |
| 25.                                     | 「小五郎へのメッセージ」                                        |       | 大野克夫 （★付きは宮澤謙編曲） | 0:56 |
| 26.                                     | 「マインドコントロール」                                        |       | 大野克夫 （★付きは宮澤謙編曲） | 0:55 |
| 27.                                     | 「京極と園子」                                                  |       | 大野克夫 （★付きは宮澤謙編曲） | 0:40 |
| 28.                                     | 「彼女のトリック」                                              |       | 大野克夫 （★付きは宮澤謙編曲） | 0:47 |
| 29.                                     | 「キッドを追い詰めろ」                                          |       | 大野克夫 （★付きは宮澤謙編曲） | 0:45 |
| 30.                                     | 「キッド脱出」                                                  |       | 大野克夫 （★付きは宮澤謙編曲） | 0:44 |
| 31.                                     | 「Flying Kid」                                                  |       | 大野克夫 （★付きは宮澤謙編曲） | 0:26 |
| 32.                                     | 「京極と園子 2」                                                |       | 大野克夫 （★付きは宮澤謙編曲） | 0:24 |
| 33.                                     | 「ストリートファイト」                                          |       | 大野克夫 （★付きは宮澤謙編曲） | 1:18 |
| 34.                                     | 「待合室」                                                      |       | 大野克夫 （★付きは宮澤謙編曲） | 1:04 |
| 35.                                     | 「マインドコントロール 2」                                      |       | 大野克夫 （★付きは宮澤謙編曲） | 0:34 |
| 36.                                     | 「リシの部屋」                                                  |       | 大野克夫 （★付きは宮澤謙編曲） | 1:16 |
| 37.                                     | 「Dreamy Eyes」                                                 |       | 大野克夫 （★付きは宮澤謙編曲） | 1:01 |
| 38.                                     | 「トリックの迷路」                                              |       | 大野克夫 （★付きは宮澤謙編曲） | 2:08 |
| 39.                                     | 「推理の展開」                                                  |       | 大野克夫 （★付きは宮澤謙編曲） | 0:49 |
| 40.                                     | 「少年探偵団の日常」                                            |       | 大野克夫 （★付きは宮澤謙編曲） | 0:47 |
| 41.                                     | 「マインドコントロール 3」                                      |       | 大野克夫 （★付きは宮澤謙編曲） | 1:28 |
| 42.                                     | 「灰原の調査」                                                  |       | 大野克夫 （★付きは宮澤謙編曲） | 1:28 |
| 43.                                     | 「★コナンとキッドの推理」                                       |       | 大野克夫 （★付きは宮澤謙編曲） | 2:50 |
| 44.                                     | 「暴かれた陰謀」                                                |       | 大野克夫 （★付きは宮澤謙編曲） | 0:40 |
| 45.                                     | 「月の光（作曲:C.A.ドビュッシー）」                             |       | 大野克夫 （★付きは宮澤謙編曲） | 1:43 |
| 46.                                     | 「真相への道」                                                  |       | 大野克夫 （★付きは宮澤謙編曲） | 1:31 |
| 47.                                     | 「リシの計画」                                                  |       | 大野克夫 （★付きは宮澤謙編曲） | 0:59 |
| 48.                                     | 「★パイレーツ」                                                 |       | 大野克夫 （★付きは宮澤謙編曲） | 2:01 |
| 49.                                     | 「★アクションタイプ」                                           |       | 大野克夫 （★付きは宮澤謙編曲） | 2:21 |
| 50.                                     | 「対決」                                                        |       | 大野克夫 （★付きは宮澤謙編曲） | 1:00 |
| 51.                                     | 「★パイレーツ・アタック」                                       |       | 大野克夫 （★付きは宮澤謙編曲） | 0:39 |
| 52.                                     | 「★貴公子の拳」                                                 |       | 大野克夫 （★付きは宮澤謙編曲） | 1:24 |
| 53.                                     | 「蘭と新一」                                                    |       | 大野克夫 （★付きは宮澤謙編曲） | 0:19 |
| 54.                                     | 「確保！！」                                                    |       | 大野克夫 （★付きは宮澤謙編曲） | 0:36 |
| 55.                                     | 「再会の時」                                                    |       | 大野克夫 （★付きは宮澤謙編曲） | 0:25 |
| 56.                                     | 「★名探偵コナンメインテーマ（紺青の拳ヴァージョン）フルサイズ」 |       | 大野克夫 （★付きは宮澤謙編曲） | 2:29 |
| 合計時間:                               | 合計時間:                                                       | 57:45 |                                |      |

## プロモーション
本作では「KID TRANSFORM PROJECT」と題し、「キッドが日本をトランスフォームする」という趣旨のプロジェクトが展開された。
2018年7月24日、読売テレビ本社前に設置されていた江戸川コナンの立像が怪盗キッドに誘拐され、その跡には「来春の映画で邪魔されないように…」とのメッセージが設置された。
11月28日、公式ページとTwitterにポスタービジュアルが怪盗キッドによる盗難に遭ったという謝罪文が掲載された。
12月5日発売の『週刊少年サンデー』誌上にて本作の公開日とタイトルが発表され、同時にティザービジュアルも公開された。
12月12日には特報映像がYouTubeで公開された。
2019年1月16日には新たなメインビジュアルが公開された。
ユニバーサル・スタジオ・ジャパンでは、リアル脱出ゲームが『名探偵コナン・ザ・エスケープ 〜紺青の序幕（プロローグ）〜』のタイトルで2019年1月18日〜6月23日の約半年、『名探偵コナン・ミステリー・レストラン2』が同年1月18日〜5月26日の約5か月弱のロングランでそれぞれ開催されることが決定した。
2月4日にはゲスト声優として山崎育三郎と河北麻友子が英語のセリフで出演することが発表された。
2月9日、2月14日、2月21日、2月28日の4夜にわたってテレビアニメ『名探偵コナン』での“怪盗キッド”の登場回をセレクトした特別上映会「怪盗キッドの宝石の夜(Jewel Night)」が開催された。
2月10日から3月23日まで、「JR東日本名探偵コナンスタンプラリー」が開催された。なお、中央線においてキッドのラッピングが施された車両が運行された。
2月22日には、主題歌が三代目 J SOUL BROTHERS from EXILE TRIBEのボーカル登坂広臣の「BLUE SAPPHIRE」であることが発表され、新たな予告編も公開された。登坂は『コナン』との初のタイアップで前作『ゼロの執行人』に引き続きビーイングに所属していないアーティストによる主題歌起用となる。
2月23日からは、「au×劇場版『名探偵コナン 紺青の拳（フィスト）』 怪盗キッドの予告状キャンペーン」がスタートした。au公式SNSアカウントやauゼロ学割のCMがトランスフォームされ、キッドから謎が提示された。解き明かした人には抽選で本作の完成披露試写会の招待状や劇場鑑賞券などがプレゼントされた。
3月には、エイチ・アイ・エスグループとのコラボレーションが発表され、舞台となるマリーナベイ・サンズに宿泊する「名探偵コナン 紺青のシンガポールツアー」が発表された。また、同年4月10日ごろから原作およびスピンオフ作品2作の新刊発売を記念して全国のフェア参加書店で実施の、対象の既刊購入でパスポート風ノートが貰えるキャンペーンにおいても、抽選で同ツアーが当たるチャンスが設けられた。
3月1日からは、毎週金曜日に「キッドフライデー」と称して、抽選で豪華プレゼントが当たるキャンペーンを実施した。当企画は4月26日まで行われた。
3月15日からくら寿司で、当たりが出ると名探偵コナングッズが貰えるキャンペーンが同年4月30日までの期間限定で実施された。
同日よりTOHOシネマズ梅田において、新一と蘭、京極と園子のダブルデートの様子が描かれた大型看板が公開された。
3月22日より映画公開を記念して、動画配信サービス「Hulu」にて当映画シリーズ過去4作品の配信が開始され、4月1日以降は他の過去作品も多数配信されたほか、怪盗キッド関連のエピソードをまとめた特集も実施されている。
3月25日に発売された『週刊少年サンデーS』5月号では、本作品のキービジュアルを犯人の犯沢さんがトランスフォームした表紙が掲載された。
3月27日には、第一屋製パンや郵便局限定販売の東急百貨店とのコラボレーション商品の展開が『週刊少年サンデー』2019年17号紙上で発表された。
3月28日には『クレヨンしんちゃん 新婚旅行ハリケーン 〜失われたひろし〜』とのコラボビジュアルが、同年4月5日には『北斗の拳』とのコラボビジュアルが、同年4月8日には『アベンジャーズ/エンドゲーム』とのコラボビジュアルが公開された。
3月28日にはARカメラアプリ「SNOW」とのコラボレーションにより、コナンや怪盗キッドに変身することが可能なオリジナルスタンプが5月7日までの期間限定で配信されることが発表された。
3月30日未明（3月29日深夜）には、読売テレビの深夜番組『キューン！』にスタジオゲストとしてコナンの着ぐるみが登場し、壁ドンに挑戦したほか、山崎と河北のアフレコ現場が公開された。同年4月6日未明（4月5日深夜）にもスタジオゲストとしてコナンの着ぐるみが登場し、本作の告知に加えて「名探偵コナンカフェ2019」の宣伝が行なわれた。また、同年4月13日未明（4月12日深夜）には山崎と河北へのインタビュー映像が公開された。なお、読売テレビではこのほかにも本作の宣伝に努めており、夕方ワイド番組『かんさい情報ネットten.』の終了直前に放送される箱番組『めばえ』を同年4月8日から4月11日までコナンたちが日替わりで告知するジングルも放送されたほか、劇場公開開始当日の4月12日には『かんさい情報ネットten.』にスタジオゲストとしてコナンの着ぐるみが登場し、本作の告知を行なった。
コラボドリンクを発売中のダイドードリンコ公式アプリ上では、2019年4月から3か月連続で謎解きキャンペーンが開催され、謎を解いた人の中から抽選で限定商品が与えられた。
4月1日から、シンガポール航空とのコラボキャンペーンが行われている。
同日より、オリジナルフード付きタオルが抽選で3,000名に当たる「明星 一平ちゃん夜店の焼そば × 名探偵コナンキャンペーン」が開始され、5月31日まで行われた。
さらに同日から、森永パリパリバーとのコラボ企画として、「パリパリランドの秘宝を探せ！」が開始された。商品とWEBに記載された謎を解くと、抽選でオリジナルQUOカードが当たる。
4月5日より、バンダイナムコアミューズメントとのコラボイベント「怪盗キッドから『想い出の輝石』を守れ！」が展開された。
4月6日からは、公開記念特番「謎解き聖地巡礼 in シンガポール！」が各局で随時放送された。
同日より、怪盗キッドの衣装をイメージしたコスチュームドリンクホルダーが、本作品上映映画館の飲食売店限定で発売された。持ち帰り用のショッパーも付いてくる。
4月8日から4日間、大阪のラジオ局FM802のプログラム「ROCK KIDS 802」において本作の特集がなされた。
4月10日にはアプリ「C CHANNEL」上で1日限りのコナンジャックが実施され、配信された4本のコナン動画を視聴してヒントを集めると、抽選で紺青のファストホルダーが当たるキャンペーンが行われた。
同日からセガプラザにおいて、額入りアートやぬいぐるみなどが当たるセガラッキーくじ「名探偵コナン-Secret Magic Show-」のほか、ゲームコンテンツが登場した。。
4月11日にはNintendo Switch用ゲームソフト「名探偵コナン スケボーラン 怪盗キッドと神秘の秘宝」が発売された。
4月12日発売の『ゲッサン』の表紙では、あだち充×青山剛昌の対談企画の一環として、キャラが互いの衣装を交換しているコラボイラストが掲載された。
同日に発売されたスポーツ報知の大阪本社版は、トップニュースが丸々コナン仕様にトランスフォームした。
さらに同日より、複合商業施設サンシャインシティで「狙われた天空の街（サンシャインシティ）」と題したコラボイベントが5月19日にかけて行われた。怪盗キッドプラザやリアル宝探しゲームが開催され、5月2日から4日間は噴水広場で映画関連のイベントも行われた。
4月12日から5月6日にかけて、KITTE博多にて映画グッズや食事券が当たるキャンペーンが実施された。
4月23日に発売された『CanCam』6月号には本作の紹介記事が掲載されると共に、本作の内容にちなんでキッドの予告状をモチーフにした実際に使える『名探偵コナン』の婚姻届が付録として用意された。
5月30日からは、全国13都市20劇場で「根性の応援上映」と題した応援上映が開催された。
6月7日にはデジタルハリウッド大学の駿河台キャンパスで「監督・プロデューサーが語る 映画『名探偵コナン 紺青の拳（こんじょうのフィスト）』ができるまで」が行われ、監督の永岡智佳とプロデューサーの諏訪道彦が登壇し、製作の経緯やその裏にある狙いを明かした。
8月23日からは、「4Dアトラクション出国上映」が開催された。

## 興行成績
2019年4月13日にはTOHOシネマズ日比谷にて開催された公開記念舞台挨拶に高山みなみ、山崎和佳奈、小山力也、山口勝平、檜山修之、山崎育三郎、河北麻友子が登壇し、1日で興行収入4億2,246万5,000円、観客動員数31万3,724人を記録して前作『ゼロの執行人』を上回るスタートを切ったことが発表された。
その後、2019年4月13日と翌14日の2日間で観客動員数114万5,000人、興行収入14億6,400万円に達して興行通信社の調査による映画観客動員ランキングで初登場第1位となり、最終興行収入91億8,000万円の前作『ゼロの執行人』との初動興行収入の対比で112.9%を記録したほか、公開初日の4月12日から3日間の累計で観客動員数145万8,263人、興行収入18億8,629万2,700円となった。
公開2週目の週末となる2019年4月20日と翌21日の2日間で観客動員数67万8,000人、興行収入8億8,600万円に達して興行通信社の調査による映画観客動員ランキングで第1位となり、公開初日からの累計で観客動員数が275万人、興行収入が35億円を突破した。これを受けて、2019年4月22日に東京・汐留の日本テレビで行われた同局の社長大久保好男の定例会見で、事業・ビジネス担当の広瀬健一は「大変、いいスタートが切れました。内容の評価も非常に高い。」と笑顔を見せた。
公開3週目の週末となる2019年4月27日と翌28日の2日間で観客動員数46万8,000人、興行収入6億1,800万円に達したものの、興行通信社の調査による映画観客動員ランキングでは『アベンジャーズ/エンドゲーム』に首位の座を明け渡し第2位となったが、公開初日からの累計では観客動員数が361万人、興行収入が47億円を突破した。
公開4週目の週末となる2019年5月4日と翌5日の2日間で観客動員数44万8,000人、興行収入5億8,700万円、5月6日も含めた3日間では観客動員数65万7,064人、興行収入8億3,631万2,500円に達して興行通信社の調査による映画観客動員ランキングで第1位に返り咲き、公開初日から5月6日までの累計で観客動員数が591万3,277人、興行収入が75億2,065万1,500円を記録した。また、これにより『アベンジャーズ/エンドゲーム』が前週の1位から2位へランクダウンしたことについて、日本国外からは「特殊すぎる」という驚きの声や「自分の国の映画が一番って最高」という反応が上がっている。
公開5週目の週末となる2019年5月11日と翌12日の2日間で観客動員数が18万6,000人、興行収入が2億5,000万円を上げるも1位を『名探偵ピカチュウ』に明け渡し、2位の『アベンジャーズ/エンドゲーム』を下回る3位に後退したほか、累計では観客動員数が623万人、興行収入が79億円を突破した。
公開6週目の週末となる2019年5月18日と翌19日の2日間で観客動員数が14万人、興行収入が1億9,000万円を上げるも4位に後退した他、公開から38日間の累計では観客動員数が651万人、興行収入が83億円を突破した。
公開7週目の週末となる2019年5月25日と翌26日の2日間で観客動員数が9万9,000人、興行収入が1億3,200万円を上げるも6位に後退したほか、累計では観客動員数が671万人、興行収入が85億円を突破した。
公開8週目の週末となる2019年6月1日と翌2日の2日間で興行収入9,000万円以上を稼ぐも8位に後退したほか、累計では観客動員数が688万人、興行収入が87億円を突破した。
公開9週目の週末となる2019年6月8日と翌9日の2日間における観客動員ランキングでは10位に後退したほか、累計では観客動員数が697万人、興行収入が89億1,000万円を突破した。
2019年6月21日には、公開から70日間の累計で観客動員数が704万人、興行収入が90億円を突破し、同年7月26日には7月21日時点で興行収入が91.2億円に達したと発表された。
2019年8月26日には、2019年8月25日までの136日間の累計で観客動員数が716万4,729人、興行収入が91億8,270万2,500円を記録して、前作『ゼロの執行人』の累計興行収入を上回り、7年連続でシリーズ最高興行収入記録を更新したことが発表された。
2019年11月時点での興行収入93.2億円を経て、最終興行収入は93.7億円となった。

## 評価
ぴあの調査による初日満足度ランキングで満足度93.5ポイントを記録したが、『KING OF PRISM -Shiny Seven Stars- III レオ×ユウ×アレク』に敗れ第2位となっている。

### 受賞歴
本作は第43回日本アカデミー賞で優秀アニメーション作品賞にノミネートされた。

## インターネット上の反応
殺人犯のネタバレ
Twitterでファンの一部が「コナンを観にいきたい」と投稿すると、匿名のアカウントがリプライで殺人犯の名前をバラすという悪質なネタバレ行為が多発しており、情報番組『スッキリ』で取り上げられた際には、司会の加藤浩次が、「ツイッターだから何をつぶやいてもいいんですよ」と前置きしたうえで「『コナンを見に行く』ってわざわざつぶやく必要ある？」「何も見ないで（劇場に）行けばいいだけのことじゃないかな」と被害者に問いかけた。
コナンの出国
作中でコナンがキッドのスーツケースに入れられてシンガポールへ密入国するシーンは、2019年12月に保釈中だった日産自動車前会長のカルロス・ゴーンが無断出国してレバノンへ逃亡した際、「ゴーンは本作を見て手口を真似た」などと中国のインターネットで話題になったという。

## テレビ放送
| 回数 | 放送枠           | 放送形態       | 放送日        | 放送時間（JST） | 放送分数 | 平均世帯 視聴率 | 平均個人 視聴率 | 備考 |
| ---- | ---------------- | -------------- | ------------- | --------------- | -------- | --------------- | --------------- | --- |
| 1    | 金曜ロードSHOW!  | 本編ノーカット | 2020年4月17日 | 21:00-23:09     | 129分    | 13.9%           | 9.1%            | 第24作『緋色の弾丸』の公開を記念し、「2週連続コナン祭り」として地上波初放送 。 『金曜ロードSHOW!』のレギュラー放送の無い沖縄県では、同年5月5日に琉球放送にて放送された。 |
| 2    | 金曜ロードショー |                | 2024年4月12日 | 21:00-22:54     | 114分    |                 |                 | 劇場版26作『100万ドルの五稜星』の公開を記念した放送。 |